# Де-Метц Георгій Георгійович
Гео́ргій Гео́ргійович Де-Метц (8 (21) травня 1861, Одеса — 9 березня 1947, Київ) — український фізик і методист, авторитет в області радіоактивності, укладач першого в Україні курсу методики викладання фізики в школах.

## Біографія
Народився 8 (21 травня) 1861 року в Одесі в родині інженера з бельгійських підданих. Середню освіту здобув в одеській гімназії, яку закінчив у 1881 році із золотою медаллю. Восени цього ж року Г. Г. Де-Метц вступив на математичне відділення фізико-математичного факультету Новоросійського університету, де заглибився у вивчення фізики. Після його закінчення здобув ступінь магістра за дисертацію «Механічні властивості олій і колоїдів» («Західна Новоросійська Спілка Натуралістів»), ступінь доктора за дисертацію: «Про абсолютну стисливість ртуті і скла».
В 1891 році Георгія Георгійовича запросили екстраординарним професором до Київського університету святого Володимира, а в 1896 році його призначено на посаду ординарного професора кафедри фізики.
З осені 1896 року Де-Метц працює в комітеті зі створення Київського політехнічного інституту. Професор увійшов до складу будівельної комісії зі спорудження корпусів КПІ. Навесні 1898 року був закладений фундамент Київського політехнічного інституту імені імператора Олександра II. 15 серпня 1898 року Георгій Георгійович Де-Метц призначений в КПІ на посаду ординарного професора кафедри фізики, тоді як місце в Університеті святого Володимира було за ним залишено.
На початку ХХ століття завдяки його зусиллям при Київському університеті створено музей фізичних приладів, а в КПІ — музей фізичної лабораторії. На 1 січня 1903 року у каталозі її експонатів було 1046 номерів. Серед експонатів: маятник Фуко з оптичним відліком роботи, колекція калориферів роботи Женевського товариства тощо. Колекція до нашого часу не збереглася навіть частково.
Професор Де-Метц приділяв значну увагу дослідженням історії науки і техніки. Так, в 1901 році у Варшаві окремим виданням вийшла його стаття «Сторіччя метричної системи», яка перед цим була надрукована в журналі «Фізичний огляд», редактором якого він був з 1906 року.
У 1906—1919 роках — голова Київського відділення Російського технічного товариства. До цього, в 1893—1906 роках очолював Фотографічний відділ установи.
У 1919—1920 роках — ректор Київського політехнічного інституту.
У 1934—1947 роках — завідувач кафедри Київського педінституту.

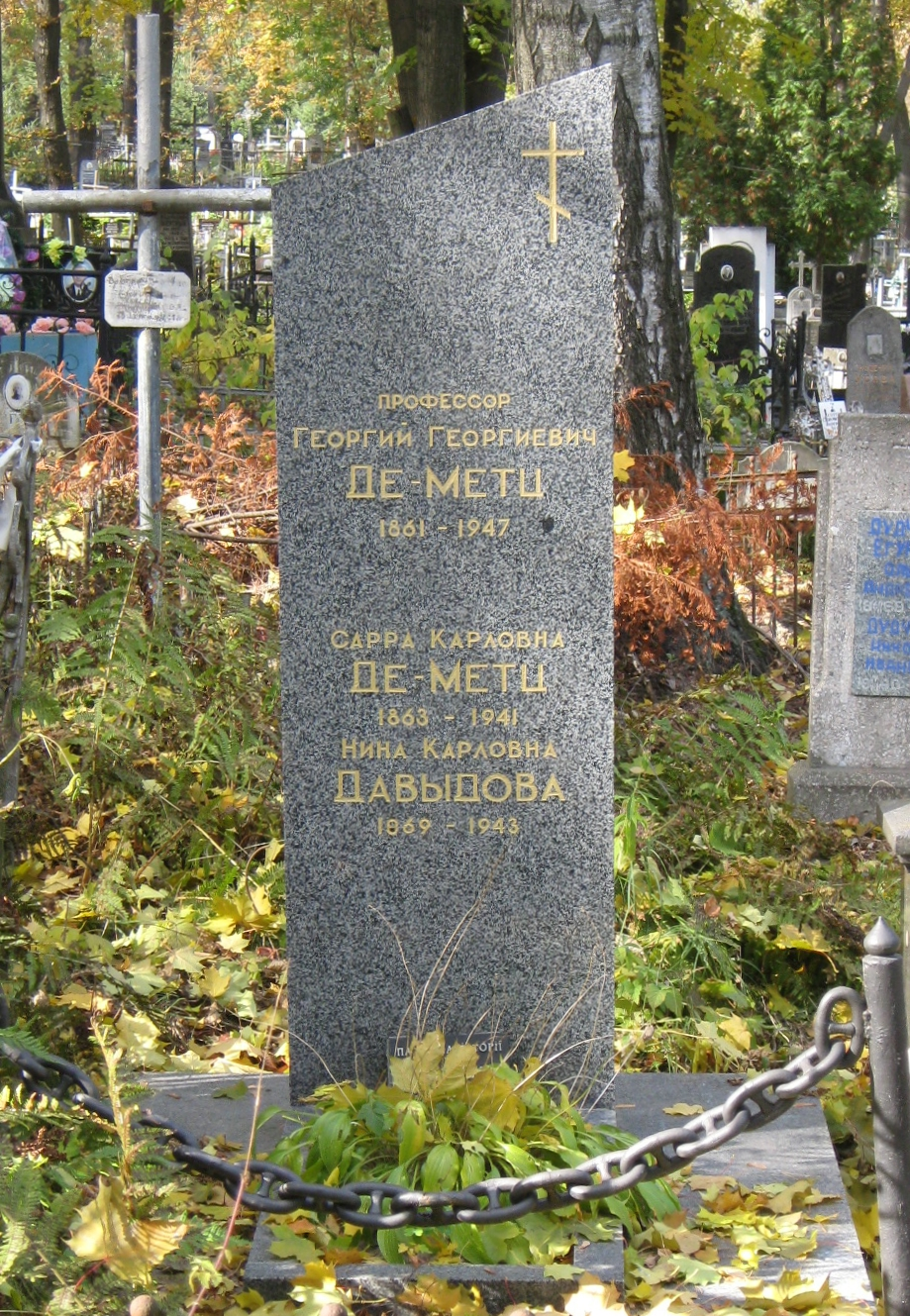
Могила Г. Г. Де-Метца

Помер 9 березня 1947 року. Похований на Лук'янівському цвинтарі.

## Головні праці
- «Подвійне променезаломлення в обертових рідинах» («Журнал Російського Фізико-Хімічного Товариства», 1877);
- «Потрійна веселка» (1888);
- «Визначення прискорення сили ваги за допомогою машини Атвуда» (1895);
- «Фотографія всередині круксової трубки» (1896);
- «Випадкове подвійне заломлення світла в рідинах» (1902);
- «Аномальна дисперсія світла в фактах і теоріях» («Західний Новоросійський Університет», 1895).

## Нагороди
Нагороджений орденами св. Станіслава, св. Ганни, св. Володимира.